# Febe (sobrenom)
Segons la mitologia grega, Febe (la brillant) fou un sobrenom d'Àrtemis i de Selene.